# Mario Migliardi
Mario Migliardi (Alessandria, 31 maggio 1919 – Roma, 8 agosto 2000) è stato un compositore, pianista e direttore d'orchestra italiano, molto attivo nella composizione di colonne sonore nel periodo fra il 1961 e il 1972.

## Biografia
Pianista, organista (Hammond) e direttore d'orchestra, è sempre stato all'avanguardia nel campo della musica leggera. Ha fatto anche degli esperimenti in radio producendo diverse composizioni di musica elettronica. Dal 1955 fece parte dell'organico del Sestetto Azzurro della RAI, diretto da Alberto Semprini, dove suonava l'organo Hammond. Nel 1956 al IV Festival della Canzone Napoletana (svoltosi dal 21 al 23 marzo) diresse l'Orchestra "Plenilunio" formata da voci femminili e maschili in sostituzione degli strumenti musicali, importando lo stile di Ray Conniff. L'altra orchestra era diretta dal Maestro Luigi Vinci.
Nel 1958 ritornò con il Sestetto Azzurro della RAI (sempre all'organo Hammond) diretto da Alberto Semprini, con cui registrò la versione ufficiale di Nel blu dipinto di blu interpretata da Domenico Modugno. Nel 1962 partecipò al X Festival della Canzone Napoletana assieme ad altri famosi direttori d'orchestra: Eduardo Alfieri, Gino Conte, Carlo Esposito, Marcello De Martino, Luciano Maraviglia, Gino Mescoli, Piero Soffici e Luigi Vinci.
Il balletto Cavalleria rusticana da lui musicato appositamente per la televisione fu vincitore del Premio Italia TV nel 1963.
Fu autore della colonna sonora dello sceneggiato televisivo A come Andromeda trasmesso dalla RAI nel 1972.
La nastroteca, composta da oltre 600 nastri magnetici, contenenti musica sperimentale, colonne sonore, musiche per la prosa radiofonica e spettacoli Rai, è conservata nel Museo internazionale del cinema e dello spettacolo di Roma.

## Filmografia
- La Bibbia secondo Pierino, regia di Edouard Hofman (1958)
- Il pianeta degli uomini spenti, regia di Antonio Margheriti (1961)
- Thaurus figlio di Attila, regia di Roberto Bianchi Montero (1962)
- Il chirurgo opera, regia di Francesco Pasinetti, Pietro Lamperti (1964)
- La sfinge sorride, regia di Duccio Tessari (1964)
- Le dolcezze del peccato, regia di Franz Antel (1968)
- Der Turm der verbotenen Liebe, (1968)
- Pensiero d'amore, regia di Mario Amendola (1969)
- Matalo!, regia di Cesare Canevari (1970)
- Il cavaliere inesistente, regia di Pino Zac (1971)
- Prega il morto e ammazza il vivo, regia di Giuseppe Vari (1971)
- Il venditore di morte, regia di Enzo Gicca Ralli (1971)
- Frammenti d'amore, regia di Massimo Antonelli (1972)
- A come Andromeda, sceneggiato Rai, regia di Vittorio Cottafavi, con Luigi Vannucchi e Paola Pitagora (1972)
- Povero Cristo, regia di Pier Carpi (1975)

## Varietà radiofonici RAI
- Il pomo della discordia, varietà a dispetto per autori di rivista, orchestra diretta da Mario Migliardi, presentano Silvio Gigli e Corrado regia di Silvio Gigli, 1959.
- Arcidiapason, spettacolo musicale con Mario Migliardi, Bruno Maderna e Armando Trovajoli, presentato da Stefano Sibaldi 1960
- Vecchio e nuovo, canzoni e ritmi con l'orchestra di Mario Migliardi, trasmessa il 5 marzo 1961
- Venti e trenta express, varietà dell'ultim'ora di Faele e Verde con Isa Di Marzio, Deddy Savagnone, Antonella Steni, Franco Latini, Elio Pandolfi e Renato Turi, Orchestra di Mario Migliardi con il complesso di Franco Riva, regia di Silvio Gigli 1962.

## Varietà televisivi RAI
- Scala reale, varietà abbinato alla Lotteria di Capodanno, direzione orchestra (1966)
- Partitissima, varietà abbinato alla Lotteria di Capodanno, direzione orchestra (1967)
- Rischiatutto, quiz televisivo, sigla di testa (1970-74).